# Alfred Wendt
Jakob Alfred Wendt (i riksdagen kallad Wendt i Borås), född 26 juni 1830 i Ystad, död 25 januari 1892 i Stockholm, var en svensk jurist och riksdagsman.
Wendt var borgmästare i Borås. Han var ledamot av andra kammaren i Sveriges riksdag, invald i Borås, Alingsås och Ulricehamns valkrets. Wendt blev riddare av Vasaorden 1870 och av Nordstjärneorden 1888.